# Campionato mondiale giovanile di scherma 1991
Il Campionato mondiale juniores di scherma del 1991 ("1991 World Juniors Fencing Championships") è stato organizzato dalla Federazione internazionale della scherma e si è svolto a Istanbul in Turchia dal 30 al 31 ottobre.
Nel fioretto, si sono aggiudicati i titoli del campionato mondiale l'italiano Luca Donzelli, che ha battuto in finale il tedesco Ralf Bißdorf, e la magiara Aida Mohamed che ha avuto la meglio sulla magiara Monika Toth.
Nella spada il russo Alexei Kalaschnikow ha battuto in finale il canadese Laurie Shong, ottenendo il titolo mondiale juniores maschile, mentre tra le donne la russa Oxana Ermakova ha superato la francese Hajnalka Kiraly.
Nella sciabola il magiaro Gyorgy Boros prevale sull'ucraino Vadym Guttsayt.

## Podi

### Uomini
| Specialità  | Oro                 | Argento        | Bronzo                          |
| Individuali |                     |                |                                 |
| Fioretto    | Luca Donzelli       | Ralf Bißdorf   | Thorsten Becker Mark Marsi      |
| Spada       | Alexei Kalaschnikow | Laurie Shong   | Daniel Lang Cornel Milan        |
| Sciabola    | Gyorgy Boros        | Vadym Guttsayt | Balazs Kovacs Giovanni Sirovich |

### Donne
| Specialità  | Oro            | Argento         | Bronzo                           |
| Individuali |                |                 |                                  |
| Fioretto    | Aida Mohamed   | Monika Toth     | Simone Bauer Ayelet Ohayon       |
| Spada       | Oxana Ermakova | Hajnalka Kiraly | Adrienn Hormay Elisabeth Knechtl |

## Medagliere
| Pos.   | Nazione  | Oro | Argento | Bronzo | Totale |
| ------ | -------- | --- | ------- | ------ | ------ |
| 1      | Ungheria | 2   | 1       | 3      | 6      |
| 2      | Russia   | 2   | 0       | 0      | 2      |
| 3      | Italia   | 1   | 0       | 1      | 2      |
| 4      | Germania | 0   | 1       | 2      | 3      |
| 5      | Ucraina  | 0   | 1       | 0      | 1      |
| 6      | Francia  | 0   | 1       | 0      | 1      |
| 6      | Canada   | 0   | 1       | 0      | 1      |
| 8      | Romania  | 0   | 0       | 1      | 1      |
| 8      | Austria  | 0   | 0       | 1      | 1      |
| 8      | Israele  | 0   | 0       | 1      | 1      |
| 8      | Svizzera | 0   | 0       | 1      | 1      |
| Totale | Totale   | 5   | 5       | 10     | 20     |